# アロイス・フォン・レディンク
ヨーゼフ・フリードリン・フィンツェンツ・アロイス・レディンク・フォン・ビーバーエック（独: Josef Fridolin Vinzenz Aloys Reding von Biberegg）、あるいは短くアロイス・フォン・レディンク（独: Alois von Reding、1765年3月6日-1818年2月5日）は、スイスの軍人、政治家。
ヘルヴェティア共和国に対する初期の反乱を指導した人物として知られる。1798年にフランスによってヘルヴェティア共和国が強制的に建国されると、アロイスはシュヴィーツ、ウンターヴァルデンおよびウーリの軍を糾合して反乱を起こした。スイスの多くの州が新政府によって自治権を否定されたことに憤っており、信教の自由を制限されたことにも反発していた。しかし、圧倒的多数を誇るフランス軍のシャウエンブルク将軍を前に、5月13日に降伏を余儀なくされる。
アロイスは、1802年10月のステッキ戦争（Stecklikrieg）の最中に中央集権的なヘルヴェティア共和国が崩壊した後、連邦議会（Tagsatzung）の開設を主導した。

## 生涯
アロイスは貴族であったヨーゼフ・ルドルフ・レディンク・フォン・ビーバーエック（1726年-1799年）の子として、旧スイス連邦のシュヴィーツ州シュヴィーツに生まれた。兄には将軍のテオドール・フォン・レディンク（1755年-1809年）がいた。
アロイスは1788年までシュヴィーツ軍人としてスペインに従軍し、中佐まで昇進した。スイスに帰国後は、シュヴィーツ州の指導者となった。

### ヘルヴェティア共和国に対する反乱
フランス革命が勃発するに至る時期、シュヴィーツ州の宗教界はフランス革命の非カトリック的な要素に反対する説教を始めた。住民たちは、新しく形成されたヘルヴェティア共和国に対して絶対的に反対し協力を拒むように要請されたのである。
1798年にフランス軍が侵攻した後、州の主権と封建制は廃止された。これに対しアロイスは、ウーリ、シュヴィーツ、ニートヴァルデンの1万人の部隊を率いて、フランス軍に対峙した。アロイスはルツェルンを勢力下に収め、ブリューニックを行進して、ベルンの部隊を支援するためにベルン高地に進んだ。戦闘に多数回勝利し、かなりの領域を制したが、ゼッテルを制してシュヴィーツを脅かすようになったフランス軍に降伏を余儀なくされた。

### 反乱後

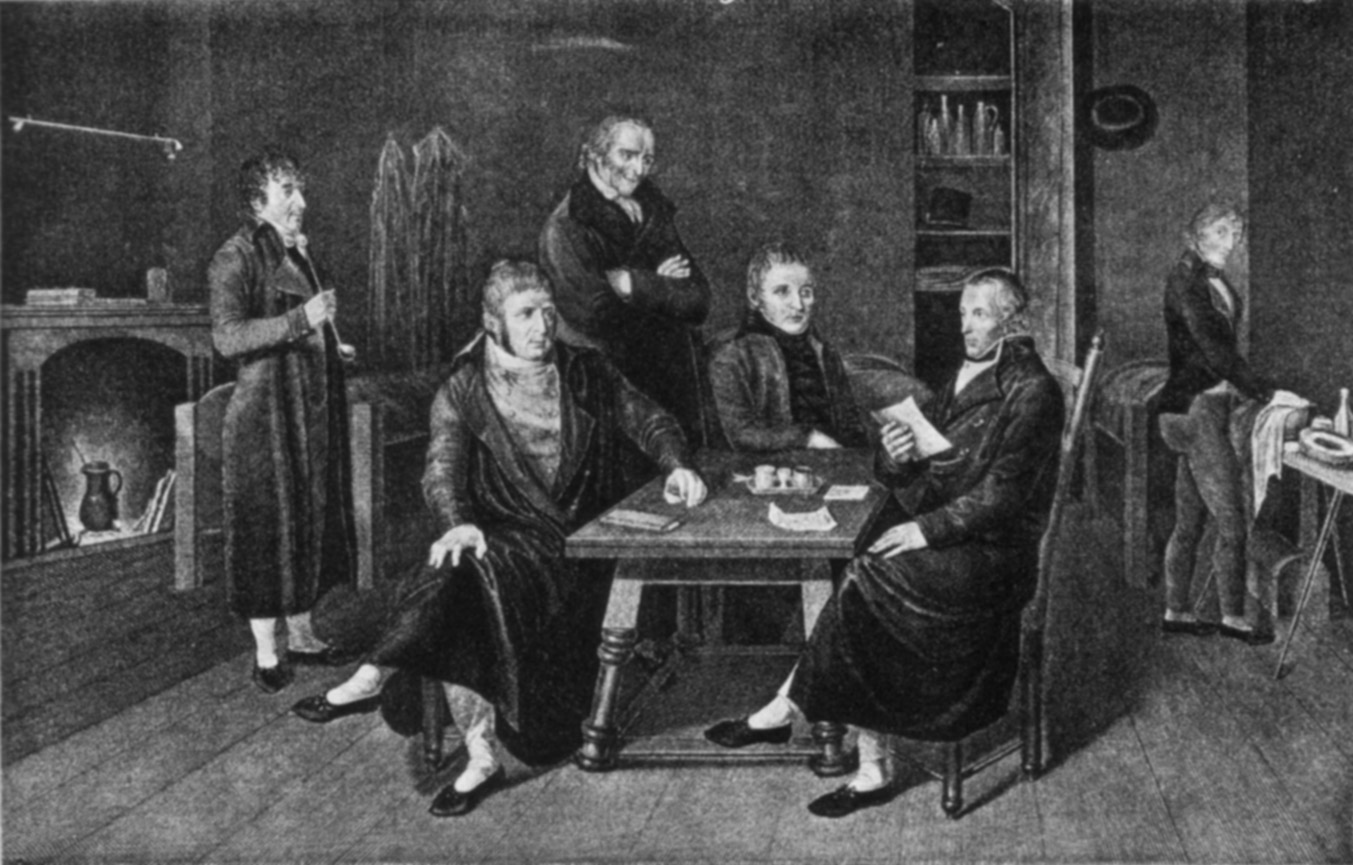
ルートヴィク・アウフ・デア・マウアー将軍らとアールブルク要塞に収監されているアロイス

アロイスが降伏した結果、フランス軍は迅速に反乱の再発防止策を取った。フランス革命軍スイス司令官のシャウエンブルク将軍は停戦に合意し、ウーリ、シュヴィーツ、ニートヴァルデンはヴァルトシュタッテン州一州にまとめられた。これにより、新州の代議士の数は大幅に急減し、共和国政府での発言力が限定された。

### 連邦議会の形成と失脚
ヴァルトシュタッテン州の成立後間もなく、ヘルヴェティア共和国に忠誠を誓ったスイス人は、フランスによるカトリックの強制によって不満を募らせ、1798年から暴力的な抗争が頻発した。これに対してフランス、オーストリア、ロシアの各軍は活発に動き、スイスはすぐに戦場となったが、フランス軍は兵站が開きすぎて暴動を制御できなくなり、ヘルヴェティア共和国は崩壊し始めた。ナポレオンは、ナポレオン調停法によりスイス連邦復活に追い込まれた。
アロイスは、連邦派の支援もあり、復古スイス連邦の立法および行政の府としての連邦議会を組織した。議会は、再興された各州の長老代議士たちによって大多数が占められた。復古連邦は、各州の主権と封建制を廃止することを主張する共和派の反対に晒され続けた。共和派との和平を確立するため、復古連邦は共和派に対して信条を表明する自由を認め、政策も譲歩したが、それにもかかわらず連邦と共和派の間の不信と抗争が継続した。
ナポレオンと復古連邦の間を取り持っていたフランスのタレーランは、復古連邦の凋落に大きな役割を果たした。タレーランは、戦時国債を減らすために、市中に出回る貨幣を減らす施策を採り、10万英ポンドを25万3千フランで貸し出したが、これは当時の為替交換価のほぼ半額であった。タレーランは、復古連邦と共和派の和平が一旦確立すれば、アロイスが権力の座についた時に10万英ポンドの借用金を実際のポンド・フラン交換価で再交換しやすくなり、流通するフランの金額を2倍にできると考えたのである。
しかし、流通している貨幣が不足したので常軌を逸した需要が生じ、スイス国民はポンドでのフラン返済を要求し始めた。これによって復古連邦と共和派の関係はさらに悪化した。アロイスが権力の座につく時に連邦の財務大臣になると考えられていたドルダー（Dolder）は、ナポレオンの代理人であるヴェルナナック（Vernanac）の側につき、アロイスと袂を分かったため、アロイスは失脚することになった。復古連邦は共和派との衝突を止めることができず、1848年の憲法制定によるスイス連邦の成立まで続くこととなった。